# قوة حماية درنة
قوة حماية درنة هو فصيل ليبي مسلح نشأ في 11 مايو 2018، اثر اندلاع معركة درنة الثانية، تهدف القوة إلى مقاتلة عناصر القوات المسلحة الليبية والتي أعلنت في 7 مايو من ذات العام معركة ضد عناصر مجلس شورى مجاهدي درنة والذين تعتبرهم متطرفين من أتباع تنظيم القاعدة. فصيل قوة حماية درنة يتكون بالأساس من مجلس شورى مجاهدي درنة، كما جاء في بيان تأسيسه الذي أصدره المسؤول العام للمجلس عطية الشاعري؛ بأن الائتلاف يضم بالإضافة للمجلس شباب متطوع من مدينة درنة وأن هدفهم هو الدفاع وحماية المدينة من هجوم القوات المسلحة.